# Dual-S
Le Dual-S est un récepteur/décodeur de programmes télévisés, radios et services multimédias exploité par certaines chaînes à péage (notamment les bouquets Canal+/Canalsat) et adapté à la télédiffusion numérique en Haute Définition via satellite.

## Généralités
Son nom provient du fait qu’il dispose de deux tuners (Dual) et qu’il se destine à la réception satellite (S) : il ne doit ainsi pas être confondu avec le Dual-T, appareil à l'aspect identique mais destiné uniquement à la réception de la TNT.
Évolution du récepteur Mediasat, cet appareil intègre en particulier une compatibilité avec les signaux HD.
Via deux connecteurs USB, le Dual-S peut être équipé d'un disque dur externe pour l'enregistrement des émissions diffusées en résolution standard ou en TVHD. À partir de ce moment-là, il est possible d'enregistrer une émission (si l'option Enregistrement est souscrite) et d'en regarder une autre grâce au double tuner.

## Caractéristiques
- Double tuner satellite : chacun étant capable de décoder des émissions en SD et HD
- Sortie HDMI 1.1 proposant une image en 720p/1080i et le son en PCM (2.0) ou Dolby Digital (5.1)
- Différents modes de zooms pour les programmes diffusés en 4/3 : 4/3 (avec bandes noires verticales), 14/9 (avec bandes noires verticales plus petites), Letterbox et Super 4/3
- Enregistrement SD et HD (sur un disque dur externe, en option)
- Pause du direct et Time Shifting
- EPG complet (sur une semaine) avec fonctions de recherches
- Mises à jour automatiques (via satellite)
- Accès à la VOD via une connexion ADSL

## Connectique

### Avant
- Lecteur de carte à puce
- Prise USB

### Arrière
- Prise audio/vidéo numérique HDMI (câble fourni)
- Prise audio numérique
- Prises audio analogique
- Prise Péritel TV
- Prise Péritel VCR
- Prise USB (pour le disque dur externe)
- Prise Ethernet RJ-45
- Prise téléphonique RJ-11
- Entrée antenne SAT
- Entrée antenne SAT AUX
- Prise électrique 230V